# Odontopera indecoraria
Odontopera indecoraria är en fjärilsart som beskrevs av Walker 1866. Odontopera indecoraria ingår i släktet Odontopera och familjen mätare. Inga underarter finns listade i Catalogue of Life.